# Aeropuerto de Praslin
El Aeropuerto de Praslin o Aeropuerto de la Isla de Praslin (en inglés: Praslin Island Airport; en francés: Aéroport de Praslin) (IATA: PRI, ICAO: FSPP),  también conocido como "Aeropuerto de Iles des Palmes", es un aeropuerto situado en Grand Anse, en la Isla de Praslin, parte del país africano de Seychelles. El aeropuerto está actualmente funcionando sólo con los servicios de Air Seychelles, que vuela vuelos regulares a Mahé y a las demás islas de las Seychelles. El aeropuerto cuenta con la capacidad de manejar más de 1500 pasajeros diarios y más de medio millón de pasajeros cada año. 
Durante la década de 1990, Praslin sufrió una expansión para hacer frente a un aumento de pasajeros y aviones más grandes. El aeropuerto fue reabierto oficialmente el 3 de junio de 2001. El costo de la renovación fue de alrededor de 40 millones de rupias de Seychelles.